# Reyer Venezia 1942-1943
Questa voce raccoglie le informazioni riguardanti la Reyer Venezia nelle competizioni ufficiali della stagione 1942-1943

## Stagione
La Reyer Venezia arrivò prima e quindi vinse il suo secondo scudetto della serie A di pallacanestro.

## Roster
- Luciano Montini
- Giuseppe Stefanini
- Sergio Stefanini
- Armandino Fagarazzi
- Gigi Marsico
- Marcello De Nardus
- Guido Garlato
- Amerigo Penzo
- Enrico Garbosi
- Aldo Bach
- Graziani
- Mainente
- Frezza
- Allenatore: Carmelo Vidal[1]